# Ulysse Pastre

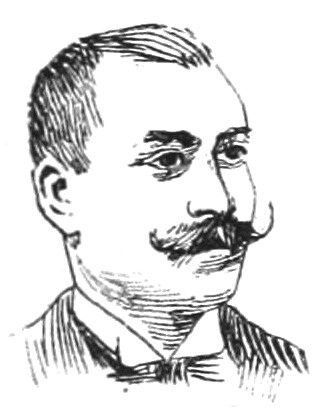
Ulysse Pastre

Ulysse Pastre (* 10. Januar 1864 in Gallargues-le-Montueux; † 29. Januar 1930 in Paris) war ein französischer Politiker. Von 1898 bis 1910 war er Abgeordneter der Nationalversammlung.
Pastre studierte in Nîmes und arbeitete danach in Nîmes und Saint-Hippolyte-du-Fort als Lehrer. Weil er aktiver Sozialist war, sollte er nach Rambouillet strafversetzt werden, weigerte sich jedoch, die neue Stelle anzutreten. 1898 trat er bei den Parlamentswahlen für das Département Gard an. Im zweiten Wahlgang schlug er den bisherigen Abgeordneten Frédéric Gaussorgues und zog in die Nationalversammlung ein. Nachdem er 1902 und 1906 wiedergewählt worden war, trat er 1910 erneut an, scheiterte aber an seinem Herausforderer André Bourguet.